# Saint-Priest-Palus
Saint-Priest-Palus település Franciaországban, Creuse megyében. Lakosainak száma 55 fő (2022. január 1.). Saint-Priest-Palus Auriat, Saint-Amand-Jartoudeix, Saint-Junien-la-Bregère, Saint-Moreil és Sauviat-sur-Vige községekkel határos.

## Népesség
A település népessége az elmúlt években az alábbi módon változott:
| Lakosok száma | 94   | 71   | 58   | 45   | 49   | 54   | 55   | 55   | 55   | 55   |
|               | 1968 | 1982 | 1990 | 2006 | 2013 | 2015 | 2017 | 2019 | 2020 | 2022 |